# Lajeado Grande
Lajeado Grande est une ville brésilienne de l'ouest de l'État de Santa Catarina.

## Géographie
Lajeado Grande se situe par une latitude de 26° 51′ 29″ sud et par une longitude de 52° 34′ 02″ ouest, à une altitude de 480 mètres.
Sa population était de 1 490 habitants au recensement de 2010. La municipalité s'étend sur 66 km2.
Elle fait partie de la microrégion de Xanxerê, dans la mésorégion Ouest de Santa Catarina.

## Histoire
Les premiers colons à s'installer à Lajeado Grande furent des descendants d'italiens en provenance du Rio Grande do Sul qui arrivèrent en 1944. La municipalité fut créée, par démembrement de celle de Xaxim en 1991.

## Villes voisines
Lajeado Grande est voisine des municipalités (municípios) suivantes :
- Entre Rios
- Ipuaçu
- Xanxerê
- Xaxim
- Coronel Freitas
- Marema